# سایکونوروایمنولوژی
روان‌عصب‌ایمنی‌شناسی یا سایکونوروایمنولوژی (انگلیسی: Psychoneuroimmunology) (اختصاری PNEI) دانشی است که به مطالعهٔ برهم‌کنش‌های میان فرایندهای فیزیولوژیک، دستگاه عصبی و دستگاه ایمنی در بدن انسان می‌پردازد. این دانش رهیافت‌های میان‌رشته‌ای در روان‌شناسی، علوم اعصاب، ایمنی‌شناسی، فیزیولوژی، ژنتیک، داروشناسی، زیست‌شناسی مولکولی، روان‌پزشکی، پزشکی رفتاری، عفونت، غدد درون‌ریز و متابولیسم و روماتولوژی را به کار می‌بندد. مهم‌ترین کارکرد روان‌عصب‌ایمنی‌شناسی در بررسی برهم‌کنش‌های میان دستگاه عصبی مرکزی و دستگاه ایمنی و همچنین ارتباط میان فرایندهای ذهنی و سلامتی است.علایق اصلی آن تعامل بین سیستم عصبی و ایمنی و روابط بین فرآیندهای ذهنی و سلامتی است. این اختلال، در میان چیزهای دیگر، عملکرد فیزیولوژیکی سیستم ایمنی عصبی در سلامت و بیماری را سیر و مطالعه می کند.  اختلالات سیستم ایمنی عصبی (بیماری های خود ایمنی، حساسیت های مفرط، نقص ایمنی)؛ و خصوصیات فیزیکی، شیمیایی و فیزیولوژیکی اجزای سیستم ایمنی عصبی در شرایط آزمایشگاهی، درجا و درون تنی.
از جمله بیماری های مشهور این دسته به لوپوس، اِم اِس، ایدز و امثالهم... می‌توان اشاره کرد.